# Rádió-Láz
A Rádió-Láz (eredeti cím: Radio Rebel) 2012-ben bemutatott amerikai egész estés, eredeti Disney Channel film, Debby Ryan főszereplésével és Peter Howitt rendezésében. Danielle Joseph Shrinking Violet című regénye alapján a forgatókönyvet Erik Patterson és Jessica Scott írta.
Az Amerikai Egyesült Államokban 2012. február 17-én mutatták be, melyet 4,3 millió néző kísért figyelemmel. Magyarországi premierje 2012. május 19-én, 10:30-kor volt a Disney Channel-en.

## Szereplők
| Szereplő             | Színész              | Magyar hang        |
| -------------------- | -------------------- | ------------------ |
| Tara / Rádiós Lázadó | Debby Ryan           | Bogdányi Titanilla |
| Audrey               | Sarena Parmar        | Tamási Nikolett    |
| Gavin                | Adam DiMarco         | Baradlay Viktor    |
| Gabe                 | Atticus Mitchell     | Szalay Csongor     |
| Stacy                | Merritt Patterson    | Nagy Katica        |
| Kim                  | Allie Bertram        | Csuha Bori         |
| Barry                | Iain Belcher         | Kováts Dániel      |
| Larry                | Rowen Kahn           | Stern Dániel       |
| Moreno igazgatónő    | Nancy Robertson      | Kiss Eszter        |
| Rob                  | Martin Cummins       | Zöld Csaba         |
| Cami Q               | Mercedes de la Zerda | Mezei Kitty        |
| Mrs. Brower          | Brenda Crichlow      | Agócs Judit        |
| Mr. Margowsky        | Keith MacKechnie     | Galbenisz Tomasz   |

- További magyar hangok: Román Judit

## Filmzenék
A film azonos című albuma 2012. február 21-én jelent meg az Amerikai Egyesült Államokban.

### Számlista
|     | Cím                        | Előadó(k)                                  | Hossz |
| --- | -------------------------- | ------------------------------------------ | ----- |
| 1.  | We Got the Beat            | Debby Ryan                                 | 2:22  |
| 2.  | Can't Stop The Rock        | The Barrymores                             | 2:34  |
| 3.  | Afterthought               | The Whereabouts                            | 2:50  |
| 4.  | Turn It All Around         | The GGGG's                                 | 2:46  |
| 5.  | We So Fly                  | The GGGG's                                 | 2:44  |
| 6.  | Brand New Day              | Kari Kimmel                                | 2:37  |
| 7.  | Backing Off                | Champion                                   | 2:53  |
| 8.  | We Ended Right             | Debby Ryan feat. Chase Ryan és Chad Hively | 4:06  |
| 9.  | No Advances                | Two Hours Traffic                          | 3:18  |
| 10. | Like You Love Her          | Fat Sue                                    | 3:48  |
| 11. | Now I Can Be The Real Me   | The GGGG's                                 | 3:18  |
| 12. | Touch The Ground           | Central Park feat. Maylee Todd             | 1:58  |
| 13. | My Revolution              | Above Envy                                 | 2:37  |
| 14. | A Wish Comes True Everyday | Debby Ryan                                 | 3:11  |
| 15. | Rebel New                  | Dariani Belle                              | 3:05  |

## Premierek
| Ország                    | Dátum             | Csatorna                   |
| ------------------------- | ----------------- | -------------------------- |
| Amerikai Egyesült Államok | 2012. február 17. | Disney Channel USA         |
| Kanada                    | 2012. március 9.  | Family Channel             |
| Magyarország              | 2012. május 19.   | Disney Channel             |
| Görögország               | 2012. május 19.   | Disney Channel Görögország |
| Egyesült Királyság        | 2012. június 1.   | Disney Channel UK          |
| Írország                  | 2012. június 1.   | Disney Channel Írország    |
| Németország               | 2012. június 9.   | Disney Channel Németország |
| Szingapúr                 | 2012. június 17.  | Disney Channel Ázsia       |
| Malajzia                  | 2012. június 17.  | Disney Channel Ázsia       |
| Fülöp-szigetek            | 2012. június 17.  | Disney Channel Ázsia       |
| Ausztrália                | 2012. július 6.   | Disney Channel Ausztrália  |
| Új-Zéland                 | 2012. július 6.   | Disney Channel Ausztrália  |
| Japán                     | 2012. július 28.  | Disney Channel Japán       |
| Dél-afrikai Köztársaság   | 2013. június 16.  | Disney Channel Dél-Afrika  |
| Uruguay                   | 2014. március 29. | Disney Channel Uruguay     |

## Fordítás
Ez a szócikk részben vagy egészben  a   Radio Rebel című angol Wikipédia-szócikk fordításán alapul.  Az eredeti cikk szerkesztőit annak laptörténete sorolja fel. Ez a jelzés csupán a megfogalmazás eredetét és a szerzői jogokat jelzi, nem szolgál a cikkben szereplő információk forrásmegjelöléseként.